# Tetrapturus
Genre
Tetrapturus est un genre de poissons de la famille des Istiophoridae.

## Liste d'espèces
Selon World Register of Marine Species (10 juillet 2015) :
- Tetrapturus angustirostris Tanaka, 1915, Makaire à rostre court[2]
- Tetrapturus belone Rafinesque, 1810
- Tetrapturus georgii Lowe, 1841
- Tetrapturus pfluegeri Robins & de Sylva, 1963